# Ye Zhaoying
Ye Zhaoying (cinese semplificato: 叶钊颖; cinese tradizionale: 葉釗穎; pinyin: Yè Zhāoyǐng) (Hangzhou, 7 maggio 1974) è un'ex giocatrice di badminton cinese più volte al vertice della classifica mondiale del singolare femminile.
Ha partecipato ai Giochi Olimpici del 1996 e del 2000.

## Carriera
I suoi principali successi includono le vittorie nelle finali del Grand Prix nel 1995, 1997 e 1999, i Campionati mondiali nel 1995 e 1997 e la Coppa del mondo nel 1995. Ha giocato con le squadre nazionali cinesi che hanno vinto la Uber Cup nel 1992, 1998 e 2000 e la Sudirman Cup nel 1995 e nel 1997. Ha vinto il prestigioso torneo All England Open Badminton Championships, il più antico del circuito mondiale del badminton, nel 1997, 1998 e 1999.
Altri suoi titoli includono: Campionati asiatici di badminton nel 1992, 1994, 1995, 1998, 1999; Coppa d'Asia di badminton nel 1994. Ha giocato nella squadra femminile cinese di badminton che ha vinto i Giochi Asiatici nel 1998.
Inoltre, ha vinto la medaglia di bronzo nel singolare alle Olimpiadi di Sydney 2000, dopo che era stata clamorosamente eliminata nei quarti di finale alle Olimpiadi di Atlanta 1996, dove si presentò da numero 1 del ranking internazionale.
Ye Zhaoying è stata inserita nella Badminton Hall of Fame nel 2009.
Nel singolare ha ottenuto anche la medaglia di bronzo ai Campionati mondiali del 1993, la medaglia d'argento nel 1997 e la medaglia di bronzo nel 1996 alla Coppa del Mondo, la medaglia di bronzo ai Giochi Asiatici del 1994.
Nelle competizioni a squadre ha vinto, inoltre, la medaglia di bronzo alla Sudirman Cup del 1993, la medaglia d'argento alla Uber Cup del 1994 e 1996, la medaglia di bronzo ai Giochi Asiatici del 1994.
Si è ritirata dalle competizioni dopo le Olimpiadi di Sydney 2000.